# Vitoriano do Porto
Vitoriano do Porto, O.F.M. (Porto, 1650 - Ribeira Grande, 21 de janeiro de 1705) foi um frei de São Francisco e prelado português da Igreja Católica, que serviu como bispo de Santiago de Cabo Verde.

## Biografia
Nascido no Porto, com o nome de Vitoriano da Costa, por vezes também é conhecido como Vitoriano Portuense, por volta de 1650, estudou Cânones na Faculdade de Cânones da Universidade de Coimbra e depois, entrou para o Convento de São Francisco de Lisboa.
No ano de 1679, no capítulo realizado em Santo António dos Olivais em Coimbra, foi instituído pregador, e, em 1682, foi promovido a confessor, quando foi proposto para bispo de Santiago de Cabo Verde; D. Frei Vitoriano teve o seu nome aprovado pelo Papa Inocêncio XI em Consistório secreto de 12 de maio de 1687. Foi consagrado em 14 de setembro de 1687, na Sé de Lisboa, pelo cardeal D. Veríssimo de Lencastre, arcebispo-emérito de Braga, coadjuvado por D. Manuel Pereira, O.P., bispo-emérito de São Sebastião do Rio de Janeiro e por D. Manuel da Ressurreição, O.F.M., arcebispo de São Salvador da Baía primaz do Brasil.
Chegou às ilhas em 17 de abril de 1688 e já em junho, tornou-se Governador de Cabo Verde, cargo que exerceu até 1 de março de 1690. Durante seu governo pastoral, lutou para conseguir concluir a construção da Catedral, de um Seminário franciscano, além de fazer as primeiras viagens de um bispo para a Guiné e Bissau, em 1694, e em 1697.
Faleceu em 21 de janeiro de 1705, na cidade da Ribeira Grande, quando contava com 54 anos de idade.